# Stephen Barclay
Stephen Paul Barclay (Lytham St Annes, 3 maggio 1972) è un politico e avvocato britannico del Partito Conservatore, Segretario di Stato per l'ambiente, l'alimentazione e gli affari rurali dal 2023 al 2024 nel governo Sunak. In precedenza ha ricoperto l'incarico di Segretario di Stato per la salute e l'assistenza sociale dal 2022 al 2023 (e precedentemente nel governo Johnson II dal luglio al settembre 2022), Segretario Capo al Tesoro dal 2020 al 2021 e ultimo Segretario di Stato per l'uscita dall'Unione europea dal 2018 al 2020.
È membro del parlamento (MP) per il collegio di North East Cambridgeshire dal 2010. Dal luglio 2018, è stato Ministro di Stato presso il Dipartimento di salute e assistenza sociale.

## Biografia
Barclay è cresciuto nel Lancashire. Il padre ha lavorato nel settore informatico per 55 anni, durante i quali è stato distaccato per 3 anni presso l'Associazione del personale dell'azienda, divenuta poi Unione Bancaria e Assicurativa. Sua madre lavorava a tempo pieno come amministratrice del servizio civile. È il più giovane di tre fratelli, i quali giocavano tutti a rugby. 
Barclay ha studiato alla King Edward VII School, una scuola indipendente a Lytham St Annes. Si unì quindi all'esercito britannico con una commissione per un anno sabbatico, frequentò la Reale accademia militare di Sandhurst e prestò servizio come sottotenente con il Royal Regiment of Fusiliers per cinque mesi. Rappresenta la prima generazione della sua famiglia ad andare all'università, prima storia a Peterhouse, Cambridge, e poi al College of Law nel campus di Chester per qualificarsi come procuratore legale nel 1998.